# Проблема когось іншого
Проблема когось іншого (англ. somebody else's problem чи англ. someone else's problem чи англ. SEP) — це психологічний ефект, коли людина дистанціює себе від проблеми, існування якої може були критично необхідно визнати. Такими проблемами можуть бути як питання, які стосуються людства в цілому, так і загрози щодо конкретної людини, які вона ігнорує. Письменник Дуглас Адамс у «Путівнику Галактикою» навів комедійний опис цього ефекту, який він приписав фізичному «SEP-полю», що збільшило кількість свідомих цього феномену. Поняття «проблема когось іншого» використовувалось для привернення уваги громадськості до проблем, на які інакше могли б не звернути уваги. У розмовній мові «проблема когось іншого» також використовується для факторів, які не стосуються поточного контексту.

## Психологія
Різні напрямки психології та філософії сприйняття вивчають причини, чому люди часто ігнорують відносно чи критично важливі проблеми. Упередження оптимізму має властивість зменшувати проблеми суб'єктивності через тенденцію такої людини мати розумові процеси, які є надмірно позитивними: «Надмірно позитивні припущення можуть мати наслідком критичні прорахунки — вони змушують нас рідше проходити медичні огляди, рідше користуватися кремом від засмаги чи відкривати депозит, та збільшують ймовірність закласти ферму під погану інвестицію.»
Коли різні люди одночасно стикаються з одним стимулом, такі ефекти як «розпорошення відповідальності» та/або «ефект свідка» можуть звільнити людину від необхідності діяти, а якщо не видно, щоб хтось з групи діяв, кожна людина може бути додатково пригнічена конформізмом. Класичним прикладом у психології вважається вбивство Кітті Дженовезе 13 березня 1964 року перед її багатоквартирним будинком: «Більшість доказів свідчить, що не менше 6 з понад 30 її сусідів (а може й набагато більше) чули подію, але не прийшли їй на допомогу. Більшість навіть не зателефонували до поліції.» Подальше дослідження піддало сумніву повідомлення у ЗМІ про вбивство та характеризувало їх як «постійно неправильне представлення.»
Коли людина отримує велику кількість повідомлень про термінові важливі проблеми, може виникнути інформаційне перевантаження (також відоме як «синдром інформаційної втоми»). У своїй статті «Information Overload: Causes, Symptoms and Solutions» Джозеф Рафф зазначає, що коли наші здатності до утримання інформації перевищені, додаткова інформація сприймається як білий шум та веде лише до зниження здатності до обробки інформації та якості рішень, які приймаються. Наприклад, студент, який весь семестр мало вчився і багато гуляв, перед іспитом відчуватиме інформаційне перевантаження, намагаючись все терміново вивчити.
Також можливо вплив має «омана ідеального рішення» — тенденція відкидати часткове рішення проблеми, оскільки воно не охоплює всю проблему. Ті, хто вважає, що діяти в певній ситуації не слід, часто використовують цю оману для аргументації проти будь-якої запропонованої дії.
На противагу, прийняття на себе відповідальності за негативні події, які насправді є за межами контролю людини, пов'язане з депресією та синдромом навченої безпорадності, особливо у підлітків. Частковим рішенням є допомогти людині реалістично розподіляти частини відповідальності на себе та оточення і обставини.

## Політика і економіка
Президент Франції Ніколя Саркозі попереджав Конгрес США, що «[падіння] долара не може лишатись проблемою когось іншого. Якщо ми не будемо обережні, монетарний безлад може перетворитись в економічну війну. І ми всі будемо жертвами.»
«Нью-Йорк Таймс» стверджувала, що коли шах Ірану був вигнаний з Ірану 1979 року, він став «проблемою когось іншого» з точки зору адміністрації президента США Джиммі Картера.
На виборах 2006 року Партія центру (Швеція) використовувала слово «nånannanism» («чийсь-іншизм») як слоган своєї виборчої кампанії.
В інтерв'ю Bloomberg News у грудні 2014 щодо внутрішньої політики угорський прем'єр-міністр Віктор Орбан зазначив: «угорці вітали не-ліберальну демократію; те, що англійською називається „щось інше — не моя проблема“».

## Захист навколишнього середовища та охорона життєдіяльності
Британський політик Пітер Айнсворт зазначав, що «проблема зміни клімату може здаватись величезною, складною, віддаленою та проблемою когось іншого». Наприклад, місцеві промисловці продовжують неконтрольовано забруднювати ґрунт, воду, повітря, а інтенсивне використання дерева для опалення знищує ліси, а люди можуть бути несвідомі, що такі дії є неконтрольованими. Коли вони про них дізнаються, вони можуть вирішити, що нічого не можуть зробити для припинення такого забруднення, зменшивши свою відповідальність віднесенням питання на проблему когось іншого.
Дуглас Адамс був стурбований такими провалами у визнання потреби в дії, та разом з Марком Кавардіном надрукував книгу «Last Chance to See» («Останній шанс побачити») про види тварин, які перебувають на грані вимирання. Так само сучасний вираз «природа — це воно, а не ти» віддзеркалює думку багатьох людей/спільнот про дистанціювання себе від оточуючого середовища, що призводить до жахливих темпів втрати родючого ґрунту та вимирання видів тварин.

## Технологія
Підзадачі програмістів, які працюють над одним проектом, можуть відкладатися настільки, що «вони стануть тим, що серед професійних програмістів має назву  'S.E.P.' – проблемою когось іншого». Це може вважатися аспектом соціального лінування (англ. social loafing), коли в окремих випадках командної роботи люди стають менш продуктивними, ніж поодинці, оскільки вони почуваються менш відповідальними за кінцевий продукт.
UNIX став популярним тому, що його розробляли у Bell Labs, де «прибутки були проблемою когось іншого», і не було причин не поділитися кодом з університетами., тобто Bell Labs не мало наміру зробити Unix прибутковою операційною системою, що допомогло ухвалити рішення поділитися ним з університетськими лабораторіями.